# هورسفلدية
الهورسفلدية (الاسم العلمي: Horsfieldia) هي جنس من النباتات تتبع الفصيلة البسباسية من رتبة الماغنوليات. وهو جنس من الأشجار دائمة الخضرة. يضم هذا الجنس حوالي 100 نوع تتوزع في جميع أنحاء جنوب آسيا من الهند إلى الفلبين وبابوا غينيا الجديدة. بعض الأنواع تستخدم في صناعة الخشب. وبعض الأنواع تحتوي أحيانا على قلويدات بما في ذلك الهورسفلين horsfiline والتي لها آثار مسكنة.

## أنواع الهورسفلدية
- هورسفلدية كينغية
- هورسفلدية جبلية
- هورسفلدية جرداء
- هورسفلدية حمراء الصوف
- هورسفلدية رائعة
- هورسفلدية سميكة الأوراق
- هورسفلدية شاحبة الجذع
- هورسفلدية كبيرة
- هورسفلدية لبدية
- هورسفلدية لوزية
- هورسفلدية متشعبة
- هورسفلدية متعددة الكريات
- هورسفلدية متناثرة
- هورسفلدية منقطة الأوراق